# Apodacra leucocera
Apodacra leucocera är en tvåvingeart som beskrevs av Boris Borisovitsch Rohdendorf 1925. Apodacra leucocera ingår i släktet Apodacra och familjen köttflugor.
Artens utbredningsområde är Uzbekistan. Inga underarter finns listade i Catalogue of Life.